# 巴姆郡
巴姆郡（波斯語：‎）是一个位于伊朗克尔曼省的郡。它的首府是巴姆城。